# 第30機械化旅 (烏克蘭)
第30康斯坦丁·奧斯特羅斯基王子獨立機械化旅（羅馬化：30-ta okrema makhanizovana bryhada imeni kniazia Kostiantyna Ostrozkoho，縮寫：30 ОМБр）是烏克蘭陸軍的一支部隊。
該旅在乌克兰去共产主义化法律實施後放棄了所有蘇聯時期遺留下的榮譽稱號和勳章。

## 歷史

### 第二次世界大戰
1941年9月1日至10月1日期間，第83騎兵師在烏茲別克斯坦撒馬爾罕創立。
第83騎兵師由以下單位組成：
- 第215騎兵團
- 第226騎兵團
- 第231騎兵團
- 獨立化學中隊

由1941年9月5日起，謝利瓦諾夫中將為該師的指揮官。
1941年11月7日，第83騎兵師被派往伏爾加軍區，並被隸屬於新組建的騎兵機械化集群第61集團軍。 直到 1941 年 12 月 28 日，該師一直在薩拉托夫州車站附近設防。
第83騎兵師的第一場戰鬥是在梁贊州里亞日斯克附近，當時仍隸屬於騎兵機械化集群第61集團軍，是布良斯克方面軍和蘇聯在莫斯科前線的冬季反攻行動一部分。 1942年1月，該師被指派到第7騎兵集團軍，並同時為第61集團軍在莫斯科防區的待命部隊。 在1942 年剩餘的時間裏，該師仍隸屬於第 7 騎兵集團軍，1943年1月，第83騎兵師被重新指派到第 6 近衛騎兵集團軍，並於1943年1月19日改組成第13近衛騎兵師。 至始，該師由彼得·祖博夫 (Pyotr Zubov)少校指揮。
第13近衛騎兵師於1944年參與了杜布諾戰鬥及德布勒森戰役，並於1945年5月開始隸屬於烏克蘭第2方面軍的第6近衛騎兵集團軍。

### 冷戰
1945年6月初，第13近衛騎兵師遷往兹维亚赫尔。 1945年8月1日，該師改編為第11近衛機械化師。 1956年11月至12月期間，第11近衛機械化師參與了鎮壓1956年匈牙利革命的行動。最終，該師有44名士兵在匈牙利陣亡。 1957年 1月，該師再次遷回兹维亚赫尔。
1957年6月4日，第11近衛機械化師改為第30近衛坦克師， 隸屬於第8坦克集團軍。 1960年，該師的第58獨立坦克訓練營解散。 1962 年 2 月 19 日，第335獨立導彈營和第108獨立裝備維護與收復營成立。 1968年，第151獨立近衛工兵營成為第 151 獨立近衛工兵工程營。 第1043獨立物資補給營是1980年在汽車運輸營的基礎上組建的。冷戰期間，該師的兵力一直維持在25%。1990年11月，第30近衛坦克師裝備了224輛T-72主戰坦克。

### 冷戰後-2014年
根據烏克蘭關於武裝部隊的命令，1991年12月6日起，第30近衛坦克師和第8坦克集團軍以及喀爾巴阡軍區的其餘部隊將成為烏克蘭陸軍的部隊。1992年2月，第30近衛坦克師所有人員完成宣誓效忠烏克蘭。
根據第 N 350/93 號法令（1993年8月21日），第30近衛坦克師仍是坦克師。 1999年10月20日，該師被授予兹维亚赫尔稱號。 2004年7月30日，該師改編為第30近衛機械化旅。
第30近衛機械化旅是當時唯一沒有成為義務兵的機械化旅，但仍是聯合快速反應部隊的部隊。 該旅的一百多名士兵曾在塞拉利昂、黎巴嫩、伊拉克和科索沃執行維和任務。
第30近衛機械化旅的一個營在2006年輪換中被編入波蘭-烏克蘭和平部隊營 (POLUKRBAT)。 截至2007年10月12日，該旅的第2機械化營作為POLUKRBAT的部隊被部署在科索沃。
第30近衛機械化旅旅長曾任駐伊拉克第5獨立機械化旅的旅長。

### 頓巴斯戰爭
2014年春，克里米亞被俄羅斯吞併後，烏克蘭派遺包括第30近衛機械化旅在內的五個旅到南方，如別爾江斯克地區，以防止俄軍從克里米亞進攻烏境內。
由於第30近衛機械化旅參加了烏克蘭東部的武裝衝突，在2014年夏天，該旅參與了薩武爾-莫希拉戰役。
2015年，該旅參加了頓巴斯戰爭期間的傑巴利采韋戰役。
在2015年11月18日，該旅全名裏的蘇聯時期稱號（第30獨立近衛機械化兹维亚赫尔紅旗旅和蘇沃洛夫旅）被移除，更改後名為第30獨立近衛機械化兹维亚赫尔旅。 2016年8月22日，其近衛稱號也被刪除。
作為2018年8月24日烏克蘭獨立紀念日慶祝活動的一部分，第30機械化旅獲得了新的榮譽稱號康斯坦丁·伊萬諾維奇·奧斯特羅斯基。
截至2020年3月1日，該旅在頓巴斯戰爭中損失了178人。

### 2022 年俄羅斯入侵烏克蘭
在2022年俄羅斯入侵烏克蘭期間，第30機械化旅參與了喬爾諾巴伊夫卡反擊行動，並使用迫擊砲攻擊俄軍陣地。
5月5日至13日間，第30機械化旅的坦克部隊在德羅尼夫卡(Dronivka)附近擊退了俄羅斯第74獨立近衛摩托化步兵旅 的渡河攻擊行動。 雖然是次行動是北頓涅茨河戰役的佯攻，但成功摧毀敵軍80件裝備，並造成485人傷亡(約有550名俄軍人參與進攻)。因此，這場戰鬥被認為是戰役中"最致命的單一交戰"之一。
到2022年10月，第30機械化旅參與了巴赫穆特戰役的戰鬥。

## 圖集

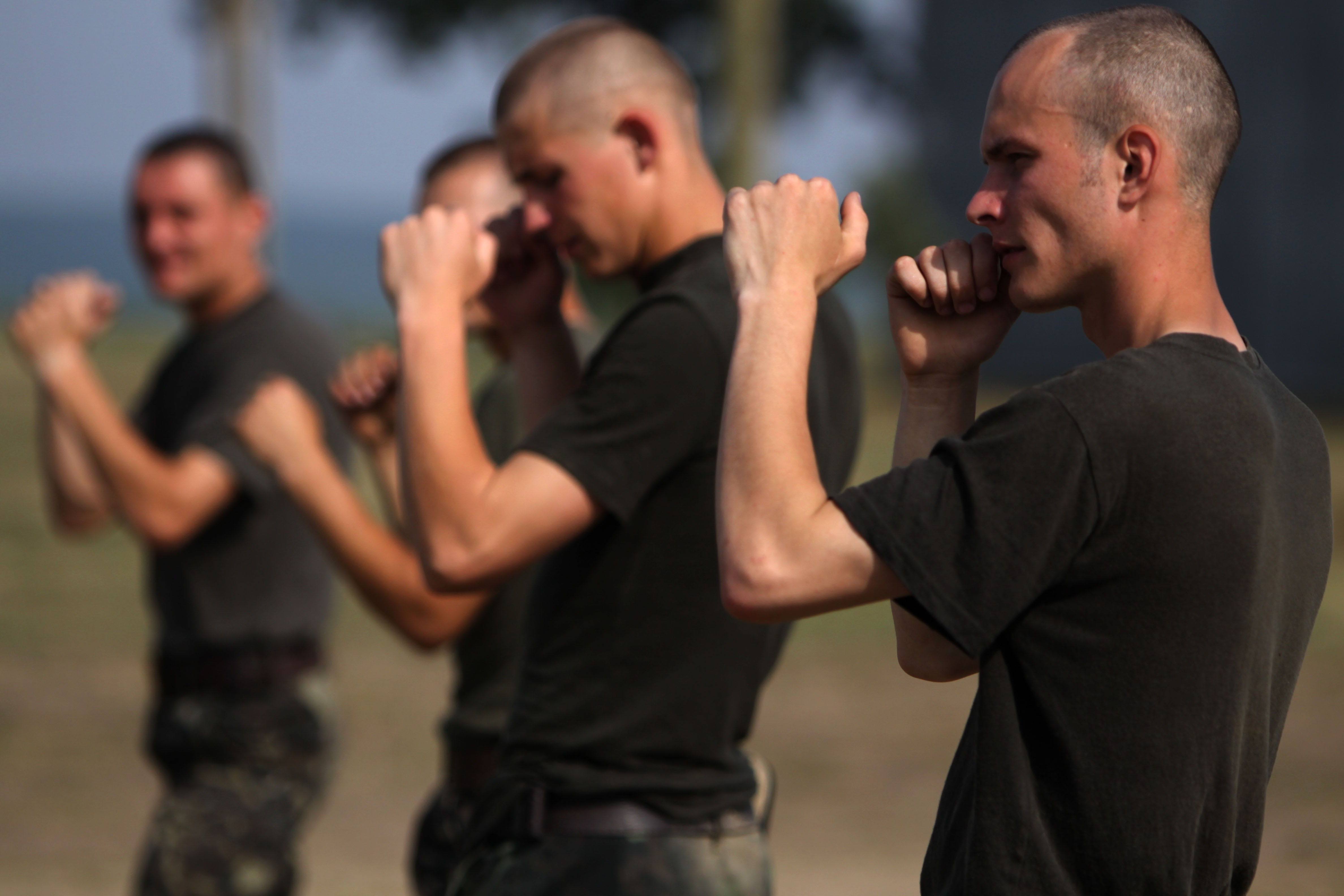
訓練中的第30機械化旅人員
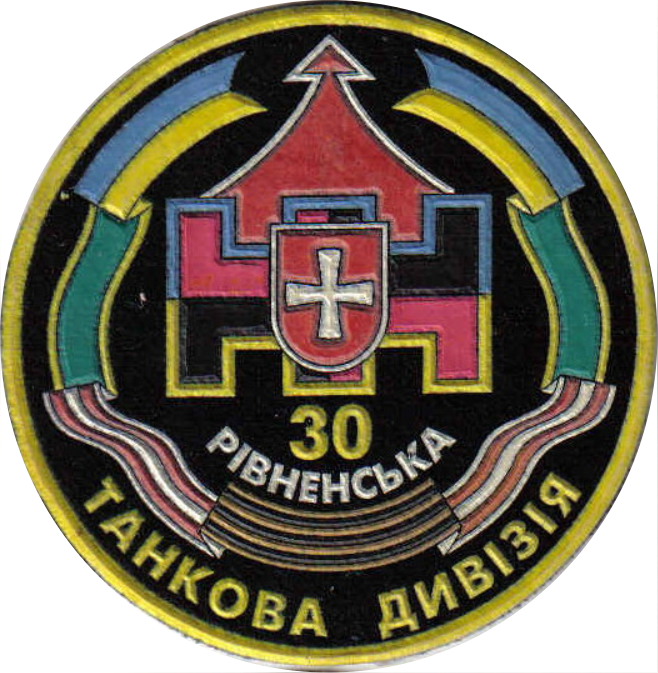
第30近衛坦克師
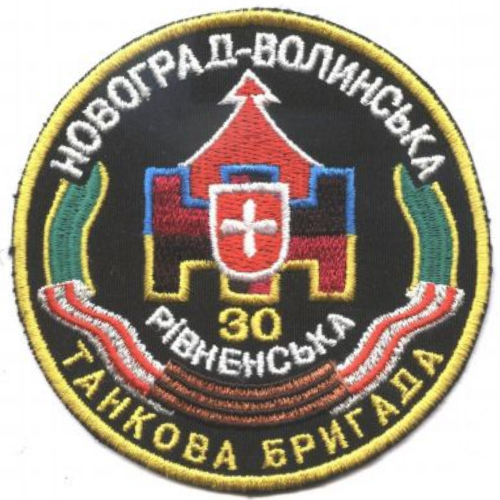
第30坦克旅
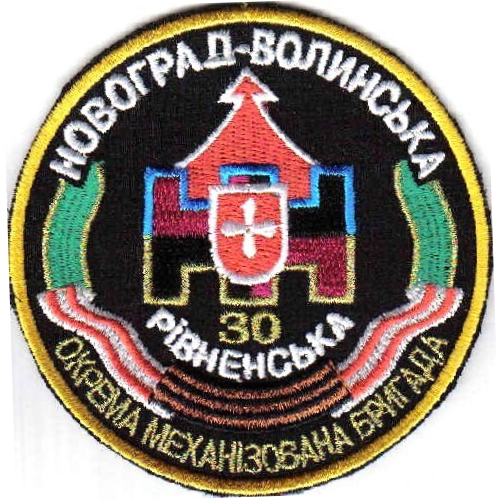
第30機械化旅

## 戰鬥序列

### 第30近衛坦克師 (1960)
截止1960年，第30近衛坦克師的戰鬥序列如下:
- 第276坦克團
- 第282近衛坦克團
- 第325坦克團
- 第319近衛摩托化步兵團（維索卡·皮奇，日托米爾州）
- 第855近衛砲兵團
- 第937近衛高射砲兵團
- 第54近衛偵察營
- 第151近衛工兵營
- 第214近衛通訊營
- 第197防化連（維索卡亞地區，日托米爾州）
- 第112醫療衛生連
- 汽車運輸營

### 第30近衛坦克師 (2003)
- 第276裝甲團
- 第325裝甲團
- 第282近衛裝甲團
- 第319機械化團
- 第855近衛砲兵團
- 第937高射砲兵團
- 第214近衛信號營
- 第54近衛偵察營
- 第151近衛戰鬥工兵營
- 第108維護營
- 第1043戰鬥勤務支援營
- 第112醫療營
- 第404化學營

### 第30機械化旅
截至2017年，該旅的結構如下：
- 第30機械化旅, 兹维亚赫尔
  - 本部連
  - 第1機械化營
  - 第2機械化營
  - 第3機械化營
  - 坦克營
  - 旅砲兵群
    - 目標偵測連
    - 自走火砲營（2S3「相思」自走砲）
    - 自走火砲營（2S1 Gvozdika 自走砲）
    - 火箭砲兵營 (BM-21火箭炮)
    - 反坦克砲兵營（T-12反坦克炮）

  - 防空導彈砲兵營
  - 工兵營
  - 維修營
  - 後勤營
  - 偵察連
  - 狙擊連
  - 電子作戰連
  - 信號連
  - 雷達連
  - CBRN-防禦連
  - 醫療連

## 獎項
第30機械化旅共22人獲勳章，30名官兵榮獲獎章。
- 紅旗勳章 - 第276、第325、第282、第855
- 亞歷山大·涅夫斯基勳章 - 第54
- 蘇沃洛夫勳章 - 二級 - 第325、第282
- 庫圖佐夫勳章 - 二級 - 第325、第282、第855
- 庫圖佐夫勳章 - 三級 - 第54
- 博格丹·赫梅爾尼茨基勳章 - 二級 - 第325、第282
- 博格丹·赫梅爾尼茨基勳章 - 三級 - 第54
- 1944年2月7日，部隊獲授予里夫內稱號
- 1999年10月20日，榮獲兹维亚赫尔稱號[15]

## 歴任指揮官
- 塞利瓦諾夫 (Selivanov September)中將 1941年9月5日 –
- 彼得·伊万諾維奇·祖博夫 (Petr Ivanovich Zubov)少將
- 尤里·穆查洛維奇·穆科連科 (Yuriy Muchailovich Mukolenko)上校 2006年 – 2007年 [8]
- 伊霍爾·多夫漢 (Ihor Dovhan)上校 2007年 – ？
- 亞歷山大·內斯特連科 (Oleksandr Nesterenko)上校 2011年 - ? [5]